# Dytiki Achaia
Dytiki Achaia (tiếng Hy Lạp: ?) là một khu tự quản ở vùng Tây Hy Lạp, Hy Lạp. Khu tự quản Dytiki Achaia có diện tích 573 km², dân số theo điều tra ngày 18 tháng 3 năm 2001 là 29608 người.